# Korg MS-20

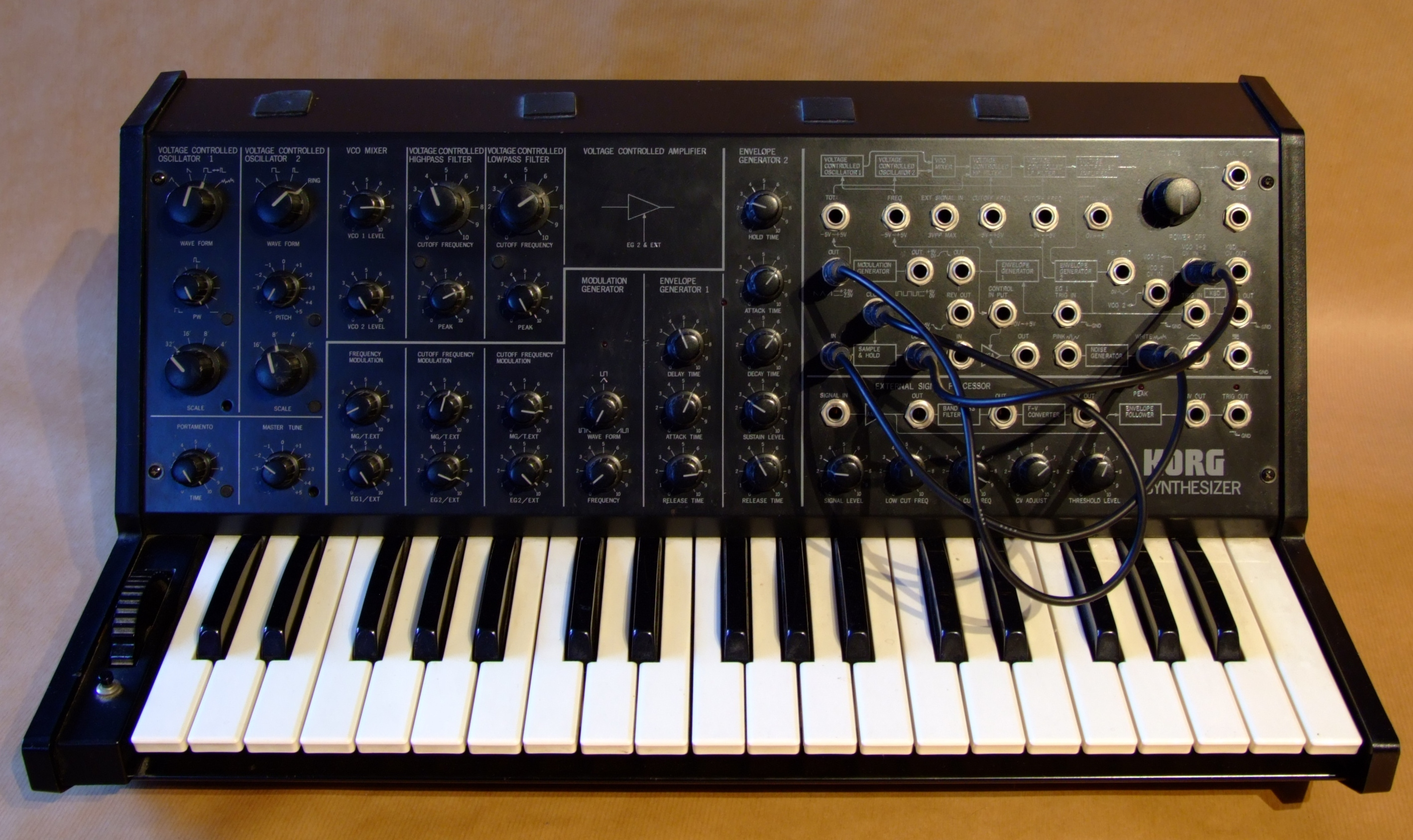
Korg MS-20

O Korg MS-20 é um sintetizador monofônico semi-modular lançado pela Korg em 1978 e produzido até 1983. Com dois osciladores, era parte da série MS, que também incluía o MS-10 (versão com apenas um oscilador e menos recursos), o MS-50 (módulo sem teclado, mas com diversos recursos, geralmente usado como expansor dos anteriores), o sequenciador SQ-10 e o vocoder VC-10. Outros dispositivos que complementam a série incluem os pedais MS-01 e MS-04,a interface MS-02 e o processador de sinal MS-03.
Embora o MS-20 tenha uma arquitetura baseada em  síntese subtrativa (osciladores/filtro/amplificador), seu painel permite que os sinais de áudio e de modulação sejam re-roteados, inclusive com a possibilidade de usar um processador de sinal externo. Essa flexibilidade permitiu seu ressurgimento no fim dos anos 1990.
Em Janeiro de 2013, a Korg anunciou na NAMM que lançaria o Korg MS-20 Mini, cujo tamanho é 86% do MS-20 original. O MS-20 Mini pretende ter uma cópia fiel da eletrônica do MS-20, mas com conectores de entrada e saída de 3,5mm, além de uma entrada MIDI e um conector USB com entrada e saída MIDI.
Em Janeiro de 2014, a Korg anunciou o lançamento de uma edição limitada do MS-20 desmontado, para ser montado pelo próprio utilizador, chamada de MS-20 Kit. Assim como o MS-20 Mini, o Kit tem conexões MIDI e USB. O MS-20 Kit inclui ambas as versões de filtro do MS-20, permitindo que o utilizador escolha qual deseja utilizar.

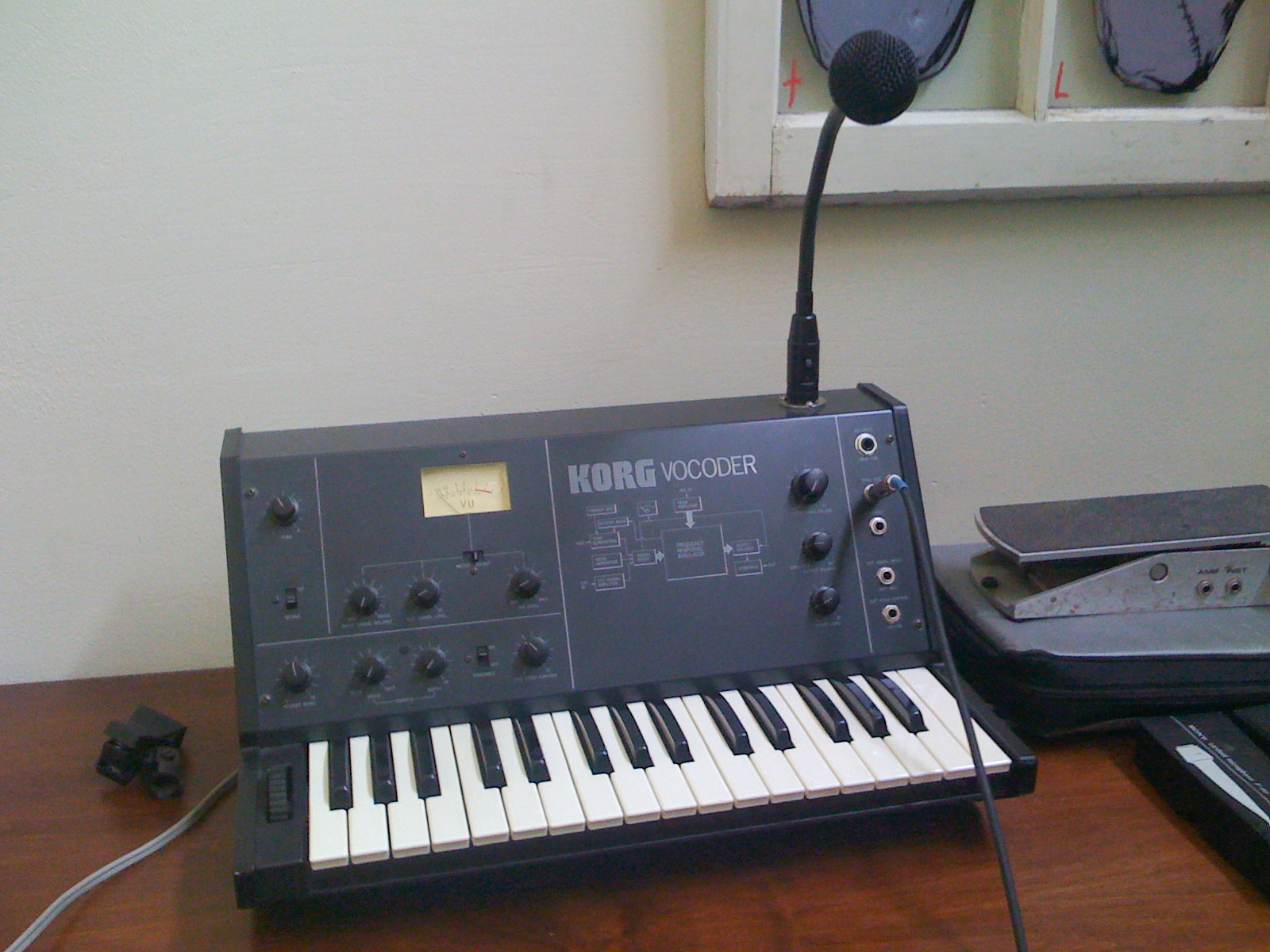
Vocoder Korg VC-10

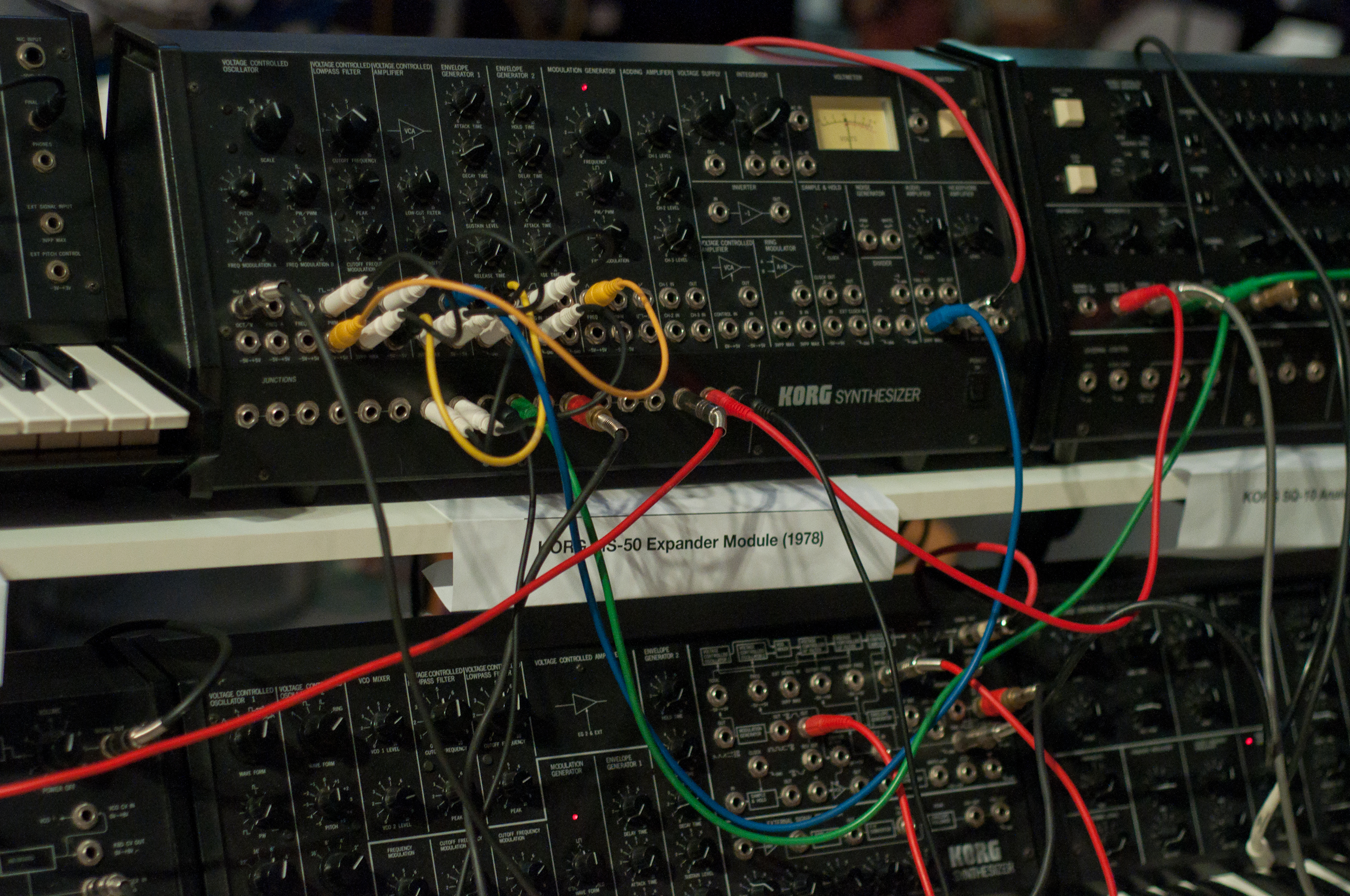
Módulo de expansão MS-50

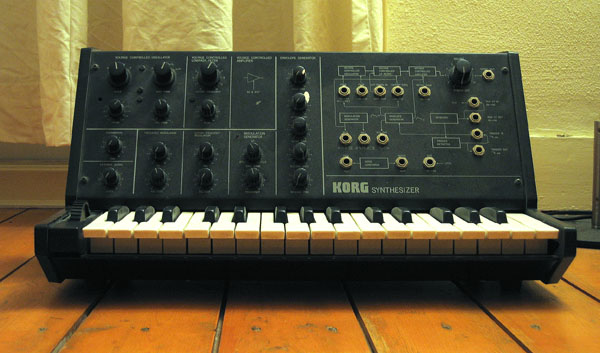
Korg MS-10, versão mais simples que o MS-20

## Características

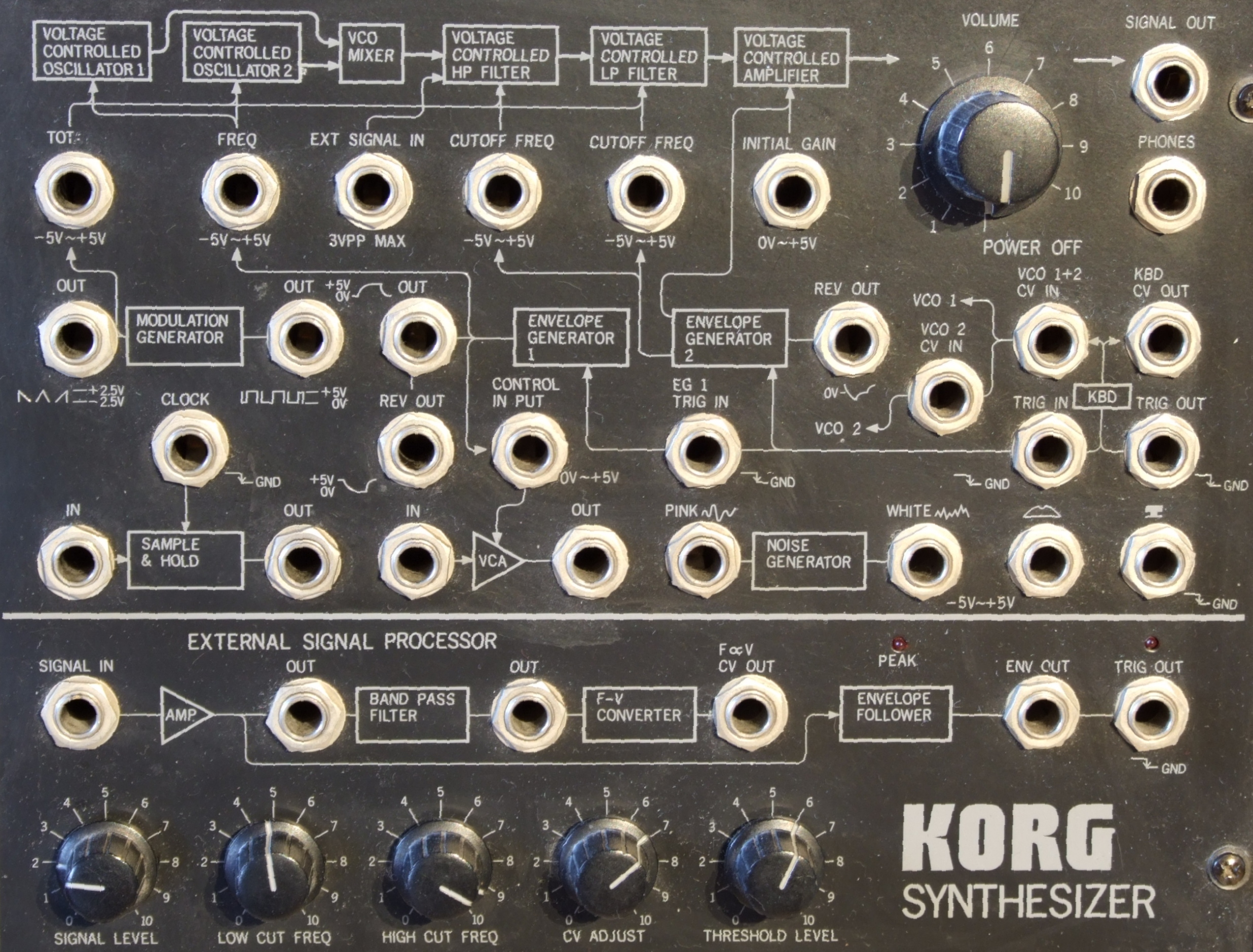
Área de conexões do MS-20

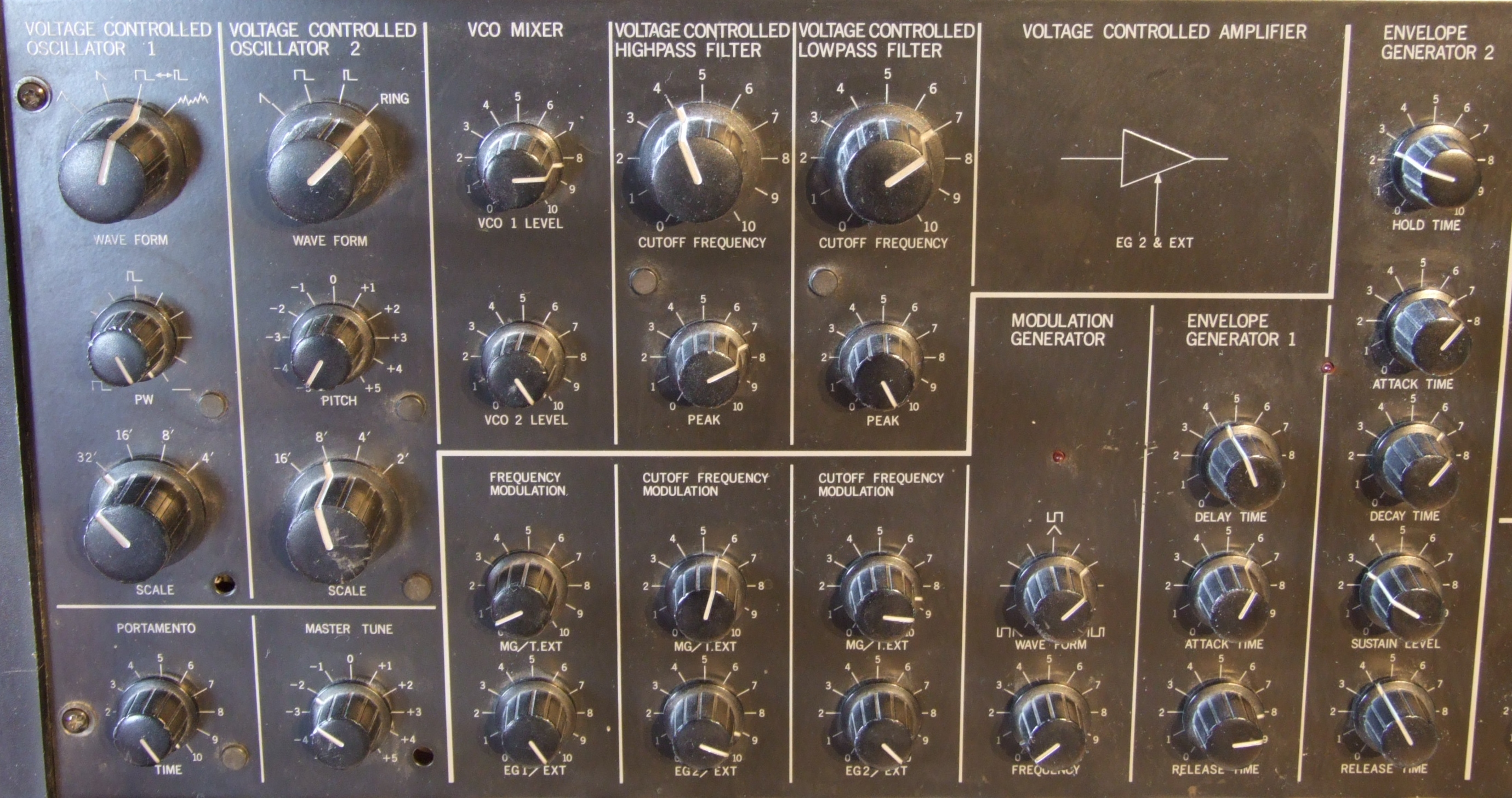
Área de botões do painel MS-20

O painel do MS-20 é dividido em duas secções distintas:
- Área de botões, ao lado esquerdo, na qual são realizados os ajustes referentes aos componentes internos do sintetizador;

- Área de conexões, à direita, onde se encontram as conexões de entrada e saída dos componentes, sendo possível realizar ligações além do roteamento original do sinal.

### Osciladores
O MS-20 possui dois osciladores controlados por tensão (VCOs na sigla em inglês). A saída do VCO1 permite a seleção entre as formas de onda triangular, dente de serra, pulse com ajuste de largura do pulso e também há a opção de ruído branco. Já o VCO2 permite a seleção entre ondas dente de serra, quadrada e retangular, além de um modulador de anel que opera em disjunção exclusiva entre a saída de onda pulse do VCO1 e a de onda quadra da do VCO2. Embora a largura da onda pulse do VCO1 seja ajustável, não é possível controlá-la por meio de controle de tensão, de modo que a modulação da largura do pulso não é viável.Os VCOs operam no padrão Hz/V (hertz por volt), mas é possível operá-los no tradicional modo Oct/V (volt por oitava) utilizando scaling is available via judicious use of the "total" CV input socket.

### Filtros
Há dois filtros em série controlados por tensão (VCFs, na sigla em inglês). O primeiro é um passa-altas 6 dB/oct. O segundo, um passa-baixas 12 dB/oct. A ressonância dos filtros é ajustável, mas não pode ser controlada por tensão.
Originalmente, os filtros usavam um componente da própria Korg, o KORG-35]. Posteriormente, foram redesenhados para utilizar um componente "genérico" LM13600. As unidades do MS-20 que levam os filtros com o LM13600 têm uma placa-filha (daughter board) menor. O painel frontal dessas unidades geralmente tem uma indicação sob a forma de um parafuso cuja cabeça é visível perto da seção do amplificador (VCA). No entanto, um relato na lista de e-mails do Analogue Heaven em Janeiro de 2010 identificou um MS-20 com o parafuso, mas contendo um circuito filtro Korg 35 thick film em vez do esperado LM13600.

### Saídas
O último componente do caminho do sinal é um amplificador controlado por tensão (VCA, na sigla em inglês). É um design de transistor simples, baseado no transistor 2SC945.

### Modulação

#### Gerador de modulação
O MS-20 tem um oscilador de baixa frequência (chamado no dispositivo de "gerador de modulação"), com duas saídas na área de conexões, cada uma referente a uma forma de onda: pulse (pulso) e sloped (rampa):

A saída de ondas pulse é unipolar (0 ou +5V) e pode ser usada para acionar o sample and hold ou os geradores de envelope. Já a saída de ondas em rampa é bipolar (-2.5V a +2.5V) e, além do conector disponível no painel, possui um roteamento interno com a modulação, de modo que pode ser usada, sem a necessidade de realizar conexões externas através do painel, para modular a frequência dos osciladores e a frequência de corte de um ou de ambos os filtros.
O "gerador de modulação" tem ainda dois controles na seção de botões: rate(frequência)  e shape(forma).

O controle de forma tem uma função inusitada para a época: ela afeta o ciclo de trabalho da onda pulse e a forma da onda de rampa. Assim, sobre a onda pulse, ele afeta a largura do pulso: na posição 100% anti-horário, o sinal permanece alto pela maior parte do tempo; no meio, temos uma onda quadrada; no extremo do sentido horário, a largura do pulso é pequena, de modo que o sinal permanece baixo pela maior parte do ciclo. Já na onda em rampa, o ajuste de forma totalmente girado no sentido anti-horário gera uma onda dente de serra convencional, ou seja, com uma subida em rampa e uma de Já com o botão no meio, obtém-se uma onda triangular. Por fim, no extremo do sentido horário, temos uma onda dente de serra invertida, na qual o sinal sobe subitamente e desce em rampa.

### Envoltórios
O MS-20 possui dois geradores de envelope: o primeiro tem Delay, Ataque e Repouso (modelo AR com Delay incluído), enquanto o segundo tem Hold, Ataque, Decaimento, Sustentação e Repouso (modelo ADSR). Os geradores de envelope têm entradas de S-trigger.

### Outras fontes e opções
O MS-20 inclui também um gerador de ruído (branco ou rosa), um amplificador de modulação com vactrol, uma roda de controle de modulação e um botão de gatilho. É possível conectar o MS-20 a um sequenciador, como o SQ-10 (produto também da Korg). Para isso, faz-se uso da entrada de controle de tensão e da entrada de gatilho (trigger), conectada diretamente ao SQ-10, de modo que o o sintetizador e o sequenciador possam trabalhar sincronizados, tocando as notas cada vez que um passo do sequenciador é acionado. Teoricamente, é possível conectar ao MS-20 qualquer sequenciador analógico provido de gatilho e saída de controle de tensão.

## Processador externo de sinal
O MS-20 inclui um conversor de frequência para tensão, um envelope follower ("seguidor de envoltório") e um gate extractor que podem ser usados para controlá-lo com um sinal externo.
Ao conectar a saída do conversor na entrada de controle de tensão dos osciladores (VCO 1+2 CV IN) e a saída do gate na entrada de gatilho dos geradores de envelope (TRIG IN), o operador pode tocar o MS-20 utilizando a voz ou algum outro instrumento.
Em vez de acionar os geradores de envelope, é possível conectar a saída do envelope follower à entrada de ganho inicial (INITIAL GAIN) do amplificador principal. Dessa forma, os geradores de envoltório não são usados e o envoltório da saída é o do sinal externo.

## Software
Existe um software incluído na KORG legacy Collection que simula o MS-20.  Além do simulador, a Legacy Collection disponibiliza o MS-20 como instrumento virtual. O processador de sinal externo é operado separadamente como um efeito virtual chamado MS-20EX. Esse mesmo simulador foi parte do pacote de expansão LAC-1 para Korg OASYS e é uma da and is one of the Korg Kronos sound engines.
KORG DS-10 é um programa para criação de música feito para Nintendo DS que simula os sintetizadores Korg da série MS.
KORG iMS-20 é um simulador de MS-20 para iPad.